# Artland-Gymnasium
Das Artland-Gymnasium Quakenbrück (AGQ) ist eine weiterführende Schule in der Region Samtgemeinde Artland für Schüler der Klassen bzw. Jahrgänge 5 bis 13. Das Gymnasium geht zurück auf eine 1354 erstmals erwähnte Lateinschule und gehört damit zu den ältesten Schulen Niedersachsens.

## Geschichte
Das Artland-Gymnasium beziehungsweise seine Vorgänger waren über Jahrhunderte die einzige weiterführende Schule im Osnabrücker Land.
Bislang konnte nicht abschließend geklärt werden, wann die erste höhere Lehranstalt in Quakenbrück entstand. Sicher ist, dass 1354 ein rector scolarum in Quakenbr. (Schuldirektor in Quakenbrück) urkundlich erwähnt wird. Die Chronisten sind sich einig, dass es sich dabei um eine Einrichtung des Stiftskapitels St. Sylvester handelte, die ursprünglich für den geistlichen Nachwuchs zu sorgen hatte. Spätestens seit 1507 muss sich die Stadt beteiligt haben, was aus einer Reihe von Rechnungen hervorgeht. Bis zum Jahr 1893 war die Schule in einem Anbau an die Quakenbrücker St. Sylvester Kirche untergebracht.
1647 kam es durch den Dechanten Vitus Büscher zu einer Neugestaltung des Schulwesens. Die alte Lateinschule wurde mit der evangelischen Volksschule zusammengefasst, daneben blieb eine katholische Schule bestehen. Als im Lauf des 19. Jahrhunderts das Monopol des Lateinunterrichts fiel, beantragte der Quakenbrücker Magistrat die Umwandlung in ein Progymnasium, das 1832 mit drei Lehrern, drei Klassen und 40 Schülern seinen Betrieb aufnahm, dessen Schülerzahl sich indes stetig verringerte, bis über die „berechtigte höhere Bürgerschule“ zum Realgymnasium vorantrieb und steigende Schülerzahlen erreichte.
1874 zog die Schule in einen Neubau an der Großen Mühlenstraße um, der in der Folgezeit mehrfach erweitert und umgebaut wurde. 1964 wurde abermals ein Neubau notwendig, nachdem die Schülerzahl auf 550 angestiegen war.
Die Stadt Quakenbrück stellte ein 3,04 Hektar großes Gelände im Südosten des Stadtkerns von Quakenbrück, nur wenige hundert Meter vom Marktplatz entfernt, zur Verfügung. Der Landkreis erstellte das Gebäude für eine Bausumme von knapp 7 Millionen DM, es entstand ein für rund 700 Schüler ausgerichteter Schulkomplex mit Sporthalle sowie eine Aula mit Bühne und Orchestergraben, die auch vom Kulturring der Stadt für Theaterveranstaltungen genutzt wird. Die Einweihung der Schule erfolgte am 20. Januar 1967, die Festansprache hielt der Quakenbrücker und damalige Minister für Wirtschaft und Verkehr, Karl Möller.

## Lage

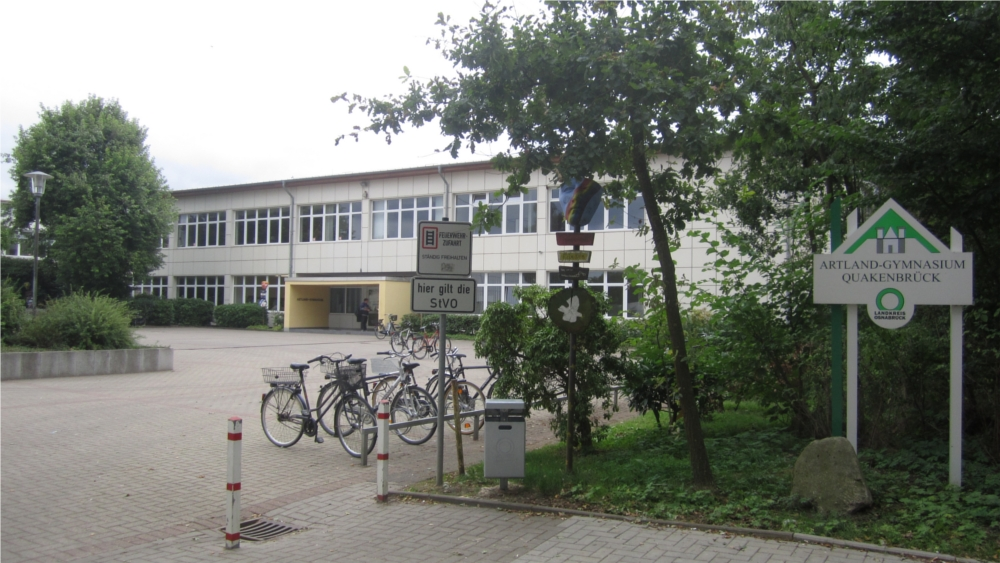
Das Artland-Gymnasium (2013)

Das AGQ liegt im Südosten von Quakenbrücks Altstadt, „Am Deich“ in der Nähe des Flusses Kleine Mühlenhase und dem Deichsee, aber auch in der Nähe der Innenstadt, des Bahnhofs und den anderen Verkehrsverbindungen.

## Das AGQ heute
An der Schule werden rund 799 Schüler von 67 Lehrkräften unterrichtet und in Kursen und Arbeitsgemeinschaften betreut.
Die Schulanlage verfügt über eine Pausenhalle, eine Sporthalle, eine Jugendbibliothek, eine Bibliothek für Klassen 8–11 und die Jahrgänge 12 und 13, einen Aufenthaltsraum für den 13. Jahrgang und einen Schulgarten. Zusätzlich wird für den Sportunterricht auch die Artland-Arena und für den Schwimmunterricht das Quakenbrücker Schwimmbad genutzt. Eine neue Mensa besteht seit 2008 und eine neue Aula seit 2015, nachdem 2013 die alte Aula aus dem Jahr 1967 abgerissen wurde.
Seit 2013 pflegt die Schule aktiv ein Netzwerk von Kontakten in die lokale Wirtschaft, die den Schülern durch Praktika und Stipendien den Einstieg in das Berufsleben vereinfachen sollen. Der Abiturjahrgang 2015 hatte erstmals die Möglichkeit, sich Aktivitäten zur Vorbereitung der Studien- und Berufswahl bescheinigen zu lassen, erstmals wurde dieses Zertifikat jedoch bereits 2014 verliehen.

### Oberstufe
Am Artland-Gymnasium wird in der Oberstufe ein fachlicher Schwerpunkt gewählt. Dieser kann sprachlich, gesellschaftswissenschaftlich, naturwissenschaftlich oder sportlich sein.

### Ganztagsschule
Über den normalen Unterricht hinaus bietet das Artland-Gymnasium zusätzliche Lernangebote und Aktivitäten.
Die Themen der verschiedenen AGs sind: Mofas, Schach, Bücher, Informatik, Fotografie, Darstellende Kunst (Theater und Musical), Musik (Schulband, Streicher, Bläser), Sprachen (Englisch, Spanisch und Niederländisch), Biologie („Natur erleben“ und Naturkunde) und Sportarten (Fußball, Basketball, Hip-Hop und Zumba). Darüber hinaus wird Förderunterricht in den Fächern Deutsch, Englisch, Mathematik, Latein und Französisch angeboten. Seit dem Schuljahr 2005/06 wird bilingualer Unterricht angeboten, für die Jahrgangsstufen 7 und 8 im Fach Erdkunde und für die Jahrgangsstufe 9 und 10 im Fach Geschichte.
Einen Schulsanitätsdienst gibt es seit dem Schuljahr 2018/19.
Die Musical- und Theater-AG geben regelmäßige Vorführungen vor öffentlichem Publikum, wobei die Theater-AG auch bereits an einem landesweiten Theatertreffen teilgenommen hat.
Zeitweise kümmerte sich die Informatik-AG um die Pflege der AGQ-Website, mittlerweile wird dort die Auszeichnungssprache HTML vermittelt, mit der die Schüler ihre persönliche Website auf einer Subdomain der Schule gestalten können.
Die Schülerzeitung, Das Wendeblatt, zeitweise Q-Side, wurde von einer Schülerredaktion herausgegeben, allerdings haben die jüngsten Redakteure 2012 ihr Abitur abgelegt, seitdem gibt es keine Schülerzeitung mehr.

### Schüleraustausch
Seit den 1950er Jahren besteht ein Schüleraustausch mit dem Lycée Alain in Alençon in der Normandie, aus dem die Städtepartnerschaft Quakenbrück-Alençon hervorgegangen ist.

## Persönlichkeiten

### Schulleiter
- 1868–1884: Theodor Gessner
- 1884–1894: Winter
- 1894–1908: August Fastenrath
- 1908–1910: Richard Bindel
- 1910–1916: Weyel
- 1919–1947: Theodor Heckmann
- 1948–1954: Wilhelm Benter
- 1955–1974: Gerhard Hesselbarth
- 1975–1981: Tiemann
- 1982–1986: Walter Domke
- 1986–1987: Armin Witthaus
- 1988–1994: Eckehart Knop

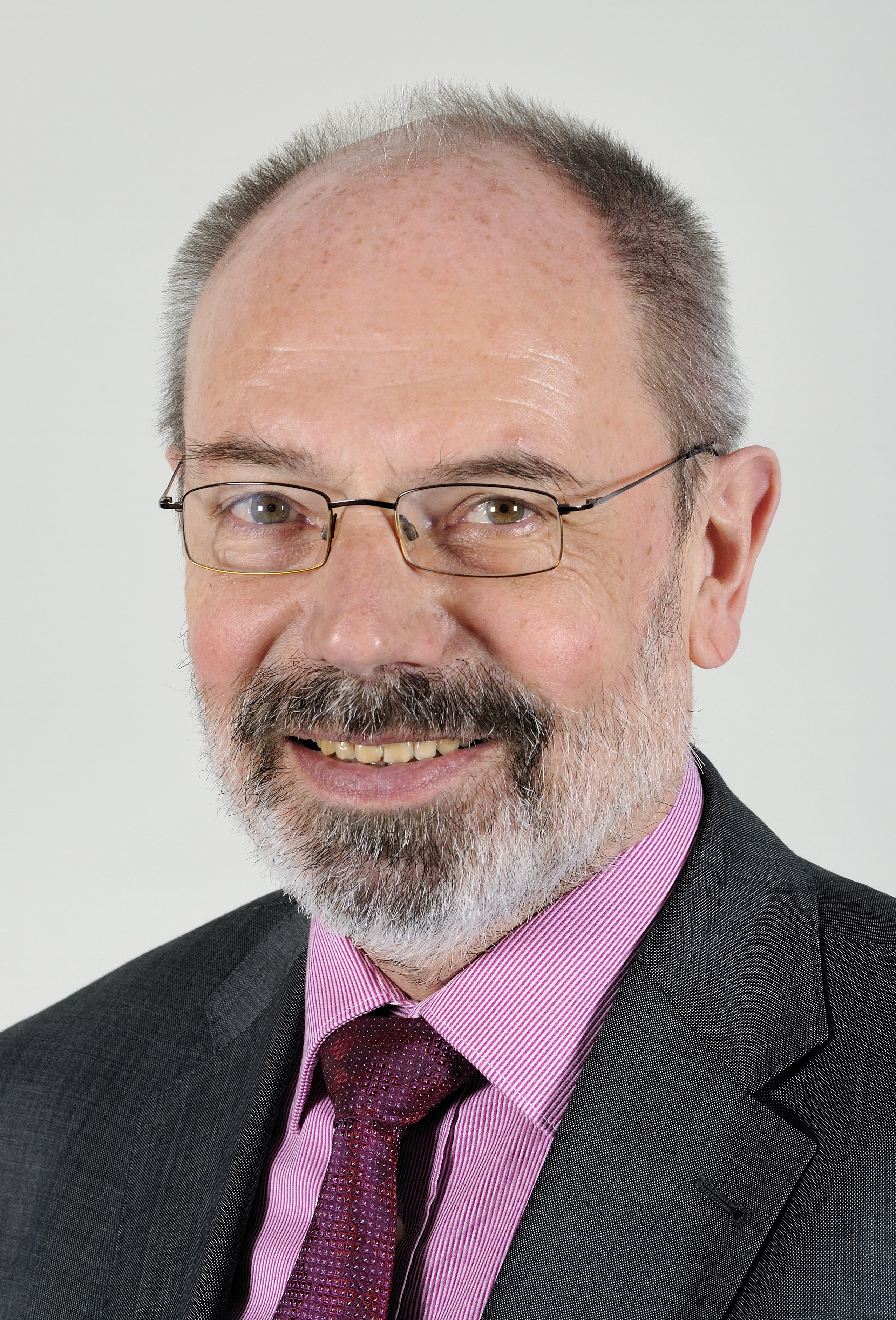
Claus Peter Poppe

- 1995–2003: Claus Peter Poppe, Politiker und Mitglied des Niedersächsischen Landtags
- 2003–2016: Manfred Ernst[16]
- seit 2016: Stephan Keppler

### Lehrer
- Ludwig Brill (1838–1886), Dichter
- Johann Diedrich Rohde (1842–1908), Philologe
- August Tafelmacher (1860–1942), Mathematiker
- Wilhelm Lorey (1872–1955), Mathematiker
- Herbert Clauß (1907–2005), Heimatforscher
- Holger Schüring (1938–2017), Musiker

### Schüler

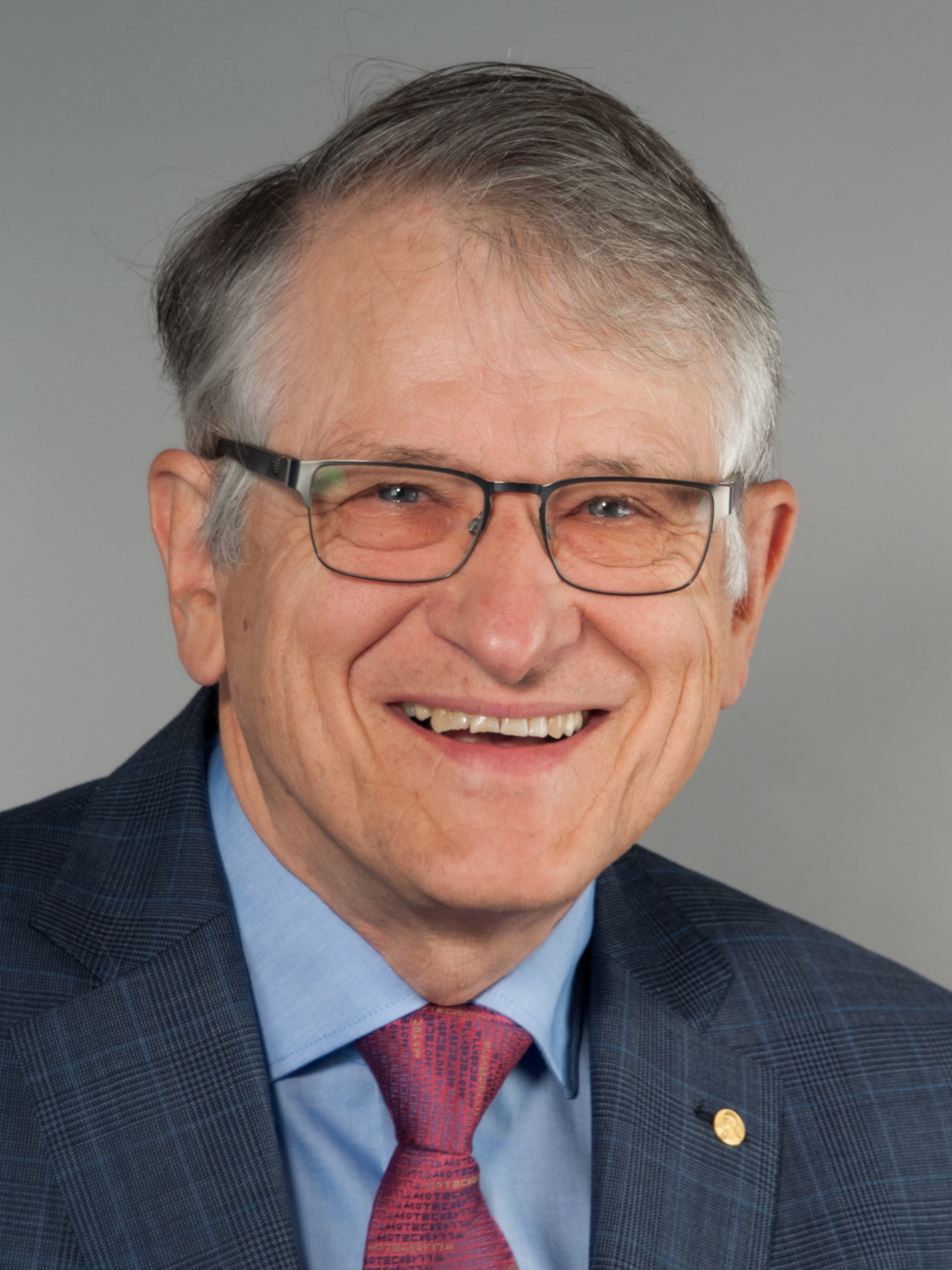
Klaus von Klitzing

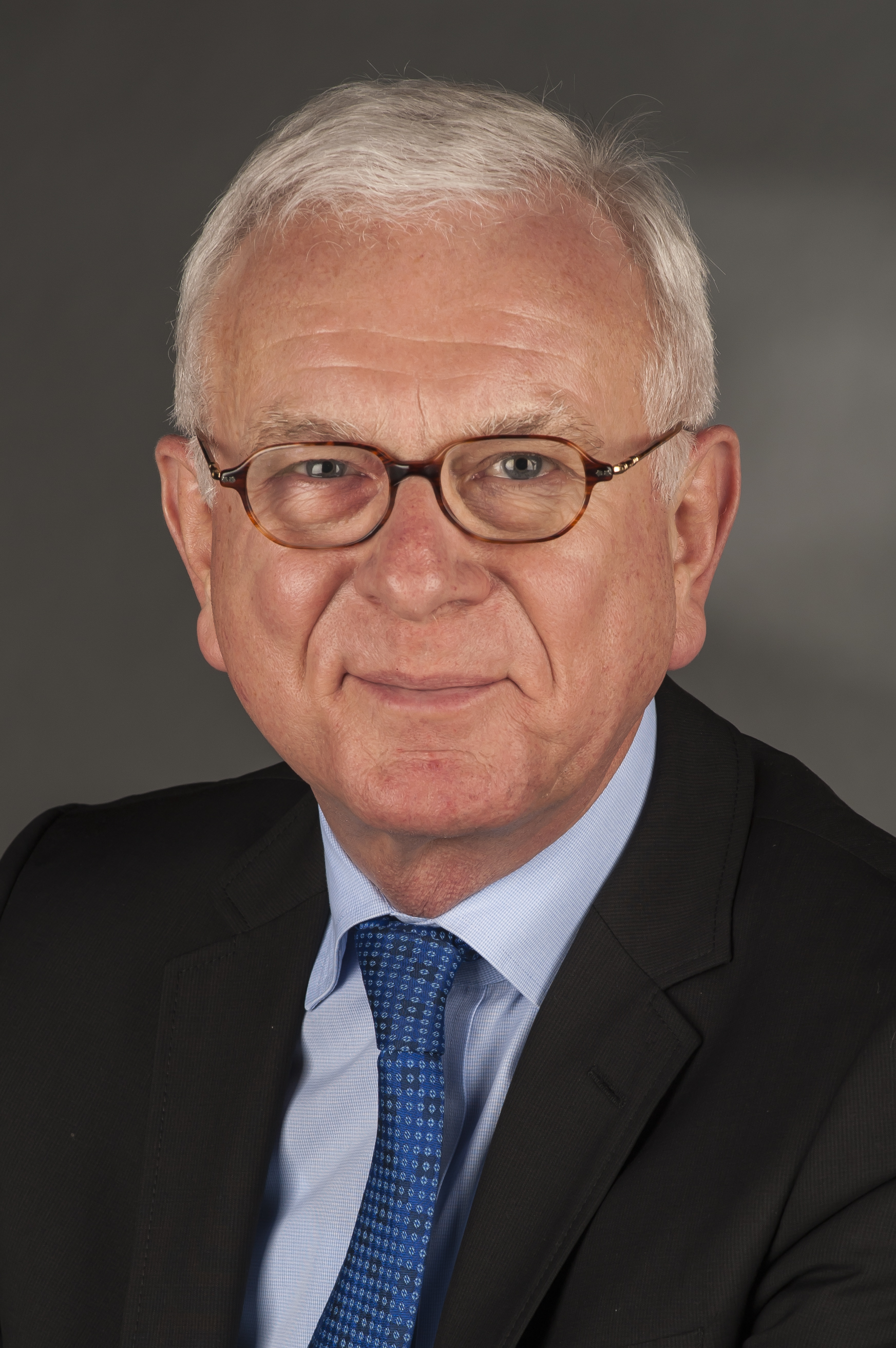
Hans-Gert Pöttering

- Hermann Bonnus (1504–1548), Reformator
- Johann Friedrich Borcherding (1849–1924), Naturkundler
- Julius Hurwitz (1857–1919), Mathematiker
- Friedrich Wachhorst de Wente (1863–1939), Politiker und Mitglied des Reichstags
- Robert Allmers (1872–1951), Industrieller
- Heinrich Beythien (1873–1952), Politiker und Mitglied des Reichstags
- Otto Hugo (1878–1942), Politiker und Mitglied des Reichstags
- Franz Meyer (1882–1945), Politiker und Mitglied des Oldenburgischen Landtages
- Wilhelm Bendow (1884–1950), Schauspieler und Komiker
- Herbert Leyendecker (1885–1958), Philosoph und Galerist
- Fritz Strahlmann (1887–1955), Schriftsteller
- August Wegmann (1888–1976), Politiker und Innenminister Niedersachsens
- Hermann Kemper (1892–1977), Erfinder der Magnetschwebebahn
- Wilhelm Paul Schreiber (1893–1918), Militärpilot
- Gustav Nietfeld-Beckmann (1896–1961), Politiker (NSDAP)
- Karl Möller (1919–1993), Politiker und Wirtschaftsminister Niedersachsens
- Enno Patalas (1929–2018), Filmhistoriker und -kritiker
- Raimund Girke (1930–2002), Maler
- Joachim Sobotta (1932–2017), Jurist und Journalist
- Hans Röhrs (* 1932), Bergingenieur und Bergbauhistoriker
- Werner Krawietz (1933–2019), Professor für Rechtsphilosophie an der Universität Münster
- Dieter Wurm (1935–2019), Politiker und Lehrer
- Rudolf Schwarte (1939–2021), Professor für Nachrichtentechnik an der Universität Siegen
- Wolf Dietrich (* 1940), Professor für Romanistik an der Universität Münster
- Willi Lindhorst (* 1941), Politiker und Mitglied des Niedersächsischen Landtags
- Klaus von Klitzing (* 1943), Physiker und Nobelpreisträger
- Klaus K. Urban (* 1944), Pädagoge und Künstler
- Detlev Poguntke (* 1945), Professor für Mathematik an der Universität Bielefeld
- Hans-Gert Pöttering (* 1945), Politiker und Präsident des Europäischen Parlaments
- Günter Kollmann (* 1948), Unternehmer und Mäzen
- Peter Urban (* 1948), Radiomoderator
- Armin Conrad (* 1950), Journalist
- Lisa Ortgies (* 1966), Fernsehmoderatorin
- Martin Schneider (* 1966), Professor für Physik an der Universität Bremen
- Justus Haucap (* 1969), Professor für Volkswirtschaftslehre an der Heinrich-Heine-Universität Düsseldorf
- Andreas Heil (* 1969), Professor für Latinistik an der Universität Wien
- Frank Neßlage (* 1969), Fotograf
- Christian Calderone (* 1977), Politiker und Mitglied des Niedersächsischen Landtags

Der Verein Ehemaliger Quakenbrücker Schülerinnen und Schüler e. V. wurde 1904 gegründet und hat über 1200 Mitglieder.

## Schulstiftung
Zum 100-jährigen Jubiläum des Ehemaligenvereins 2004 wurde die Stiftung Artland-Gymnasium als allgemeine rechtsfähige Stiftung des bürgerlichen Rechts errichtet, deren Ziel es ist, das Artland-Gymnasium bei der Erreichung seiner Bildungsziele zu unterstützen.